# アルトゥーロ・カラブレージ
アルトゥーロ・カラブレージ（Arturo Calabresi、1996年3月17日 - ）は、イタリア・ローマ出身のサッカー選手。ピサSC所属。ポジションはディフェンダー。父親はイタリアの俳優でもありコメディアンのパオロ・カラブレージ。

## 経歴
ASローマの下部組織出身。2014年7月24日、非公式試合ではあるがリヴァプールFCとの親善試合でトップチームデビューを果たした。2015年、トップチーム昇格をするも、その後は期限付き移籍を繰り返した。
2018年6月21日、ボローニャFCへ完全移籍した。
2019年8月26日、アミアンSCへレンタル移籍。
2021年1月22日、カリアリ・カルチョへレンタル移籍。
2021年7月29日、USレッチェに移籍した。
2022年8月11日、ピサSCに2025年6月までの3年契約で加入した。